# Kurt Berthel
Kurt Hermann Berthel (* 9. Juli 1897 in Gera; † 18. Januar 1960 in Karl-Marx-Stadt) war ein deutscher Politiker (KPD/SED) und Widerstandskämpfer gegen den Nationalsozialismus. Er war Oberbürgermeister der Stadt Chemnitz bzw. Karl-Marx-Stadt.

## Leben
Kurt Berthel, Sohn eines Baumwollspinners, war der zweitälteste Sohn von elf Kindern. Im Jahr 1905 zog die Familie nach Chemnitz. Von 1903 bis 1911 besuchte Berthel die Volksschule und erlernte danach den Beruf eines Zimmermannes. Im Jahr 1912 schloss er sich der Sozialistischen Arbeiterjugend (SAJ) an. Nach Abschluss der Lehre ging Kurt Berthel von 1915 bis 1917 auf Wanderschaft. Die Wanderjahre führten ihn in viele deutsche Städte. In Wittenberg trat er 1916 der Sozialdemokratischen Partei Deutschlands (SPD) bei. Im gleichen Jahr wurde er Mitglied des Zentralverbandes der Zimmerer. 1917 wurde er zur Kaiserlichen Armee eingezogen und nahm als Artillerist am Ersten Weltkrieg teil. Er wurde 1919 aus dem Militärdienst entlassen und arbeitete in Dortmund und Chemnitz. 1920 wurde Berthel Mitglied der Kommunistischen Partei Deutschlands (KPD) und 1923 des Roten Frontkämpferbundes. Er war Mitorganisator der Proletarische Hundertschaften im Unterbezirk Chemnitz. Im Jahr 1924 trat er der Roten Hilfe Deutschlands und der Internationalen Roten Hilfe bei. Von 1926 bis 1933 war er Mitglied der KPD-Fraktion im Chemnitzer Stadtrat. Nahezu diese gesamte Zeit war er unbesoldeter Stadtrat. Von 1928 bis 1933 fungierte er als Leiter des KPD-Stadtteils Chemnitz-West. Nach einem Streik 1930 wurde er arbeitslos.
Nach der „Machtergreifung“ der Nationalsozialisten war Berthel weiterhin illegal für die KPD tätig. Dutzendmal wurde seine Wohnung von der Gestapo auf den Kopf gestellt. Dabei fanden die Häscher Anhaltspunkte für die illegale Tätigkeit seiner Frau Gertrud. Sie wurde am 25. Oktober 1935 vom Oberlandesgericht Dresden wegen Vorbereitung zum Hochverrat verurteilt und musste für 28 Monate ins Zuchthaus. Kurt Berthel wurde 1936 wegen Vorbereitung zum Hochverrat inhaftiert, mangels Beweisen jedoch wieder freigelassen und unter Polizeiaufsicht gestellt. Ab 1937 arbeitete er als Zimmerer in Chemnitz, später wurde er zu den Hermann-Göring-Werken Salzgitter dienstverpflichtet. Im Januar 1940 wurde er zur Wehrmacht eingezogen und als Zimmerer in einer Baukompanie eingesetzt. Beim Brückenbau in Graudenz wurde er 1945 verwundet und geriet dort im März 1945 in sowjetische Kriegsgefangenschaft, aus der er jedoch bereits im Oktober 1945 entlassen wurde. 
Im November 1945 kehrte er nach Chemnitz zurück und wurde Ende 1945 im Auftrag des Sächsischen Ministeriums für Handel und Versorgung als Versorgungsinspektor und Leiter der Ernährungsinspektion des Bezirkes Chemnitz eingesetzt. Er trat wieder der KPD bei und wurde 1946 Mitglied der Sozialistischen Einheitspartei Deutschlands (SED). Die Stadtverordnetenversammlung von Chemnitz wählte ihn im November 1948 zum Stadtrat für Innere Verwaltung. Ab 1949 war er Erster Bürgermeister und ab Juni 1950 Stellvertreter des Oberbürgermeisters. Ab 1951 kommissarischer Oberbürgermeister, war er von März 1953 bis zu seinem Tod 1960 Oberbürgermeister von Chemnitz. Während seiner Amtszeit erfolgte die Wiedereröffnung des Chemnitzer Opernhauses (1951), die Umbenennung der Stadt in Karl-Marx-Stadt am 10. Mai 1953, die Übergabe des Neubaus der Hochschule für Maschinenbau an der Kurt-Fischer-Straße (1957), die Einweihung des Kunsteisstadions am Küchwald (1958), die Errichtung der Pioniereisenbahn (heute Parkeisenbahn) sowie die Inbetriebnahme der ersten Trinkwasserfluoridierungsanlage (1959).
Kurt Berthel war ab 1953 Mitglied der Bezirks- und Stadtleitung Chemnitz bzw. Karl-Marx-Stadt der SED. Er gehörte der Stadtverordnetenversammlung und ab 1958 dem Bezirkstag Karl-Marx-Stadt an. Ab 1955 war er Mitglied des Präsidiums des Deutschen Städte- und Gemeindetages der DDR.
Kurt Berthel starb am 18. Januar 1960 nach langer, schwerer Krankheit im Alter von 62 Jahren.

## Auszeichnungen und Ehrungen
- Vaterländischer Verdienstorden in Silber (1957)
- Medaille für Kämpfer gegen den Faschismus 1933 bis 1945 (1958)
- Verdienstmedaille der DDR
- Bis 1989 trugen eine Straße, ein Kinderheim und eine Kampfgruppenhundertschaft seinen Namen.